# Journée internationale de prière et de réflexion contre la traite des êtres humains
La Journée internationale de prière et de réflexion contre la traite des êtres humains a été célébrée pour la première fois le 8 février 2015.

## Histoire
La première Journée internationale de prière et de réflexion contre la traite des êtres humains a été annoncée par le président du conseil pontifical Justice et Paix, le cardinal Peter Turkson. Il s'agit de la fête de sainte Joséphine Bakhita, une esclave qui est devenue religieuse,,,,.